# Styczeń 2008 w sporcie
Zobacz też: Styczeń 2008 · Zmarli w styczniu 2008 · Styczeń 2008 w Wikinews
- 21 – 27 stycznia – łyżwiarstwo figurowe – Mistrzostwa Europy w Zagrzebiu. We wszystkich kategoriach wystąpili reprezentanci Polski,

## 19 stycznia
- Reprezentacja Australii w krykiecie przegrała pierwszy mecz testowy od ponad dwóch lat. Australia wygrała 16 meczów z rzędu wyrównując tym samym rekord ustanowiony wcześniej także przez reprezentację Australii, w obu przypadkach drużyną która zakończyła pasmo sukcesów Australii była reprezentacji Indii. W serii czterech meczów przeciwko Indiom Australia prowadzi 2:1.